# Ренато Малота
Ренато Малота (алб. Renato Malota, нар. 24 червня 1989, Лежа) — албанський футболіст, захисник клубу «Егнатія» та молодіжної збірної Албанії.
Виступав також за клуби «Динамо» (Тирана) та «Кукесі».
Дворазовий чемпіон Албанії. Триразовий володар Кубка Албанії. Володар Суперкубка Албанії.

## Клубна кар'єра
У дорослому футболі дебютував 2007 року виступами за команду «Бесаліджа», в якій провів один сезон, взявши участь у 3 матчах чемпіонату. 
Протягом 2008—2009 років захищав кольори клубу «Партизані».
Своєю грою за останню команду привернув увагу представників тренерського штабу клубу «Динамо» (Тирана), до складу якого приєднався 2009 року. Відіграв за команду з Тирани наступні три сезони своєї ігрової кар'єри. За цей час виборов титул чемпіона Албанії.
У 2012 році уклав контракт з клубом «Кукесі», у складі якого провів наступні чотири роки своєї кар'єри гравця.  Більшість часу, проведеного у складі «Кукесі», був основним гравцем захисту команди.
Згодом з 2016 по 2022 рік грав у складі команд «Партизані», «Влазнія» та «Лачі».
До складу клубу «Егнатія» приєднався 2022 року. Станом на 14 травня 2025 року відіграв за команду з Ррогожине 83 матчі в національному чемпіонаті.

## Виступи за збірну
Протягом 2010–2011 років залучався до складу молодіжної збірної Албанії. На молодіжному рівні зіграв у 4 офіційних матчах.

## Статистика виступів

### Статистика клубних виступів
Станом на 6 травня 2023
| Сезон                       | Команда                     | Чемпіонат                   | Чемпіонат | Чемпіонат | Національний кубок | Національний кубок | Національний кубок | Континентальні кубки | Континентальні кубки | Континентальні кубки | Інші змагання | Інші змагання | Інші змагання | Усього | Усього |
| Сезон                       | Команда                     | Ліга                        | Ігор      | Голів     | Ліга               | Ігор               | Голів              | Ліга                 | Ігор                 | Голів                | Ліга          | Ігор          | Голів         | Ігор   | Голів  |
| --------------------------- | --------------------------- | --------------------------- | --------- | --------- | ------------------ | ------------------ | ------------------ | -------------------- | -------------------- | -------------------- | ------------- | ------------- | ------------- | ------ | ------ |
| 2007–08                     | «Бесаліджа»                 | СЛ                          | 3         | 0         | КА                 | 0                  | 0                  | -                    | -                    | -                    | -             | -             | -             | 3      | 0      |
| 2008–09                     | «Партизані»                 | СЛ                          | 22        | 1         | КА                 | 6                  | 0                  | -                    | -                    | -                    | -             | -             | -             | 28     | 1      |
| 2009–10                     | «Динамо» (Тирана)           | СЛ                          | 19        | 2         | КА                 | 5                  | 0                  | -                    | -                    | -                    | -             | -             | -             | 24     | 2      |
| 2010–11                     | «Динамо» (Тирана)           | СЛ                          | 13        | 0         | КА                 | 5                  | 0                  | ЛЧ                   | 1                    | 0                    | СКА           | 0             | 0             | 19     | 0      |
| 2011–12                     | «Динамо» (Тирана)           | СЛ                          | 18        | 2         | КА                 | 1                  | 0                  | -                    | -                    | -                    | -             | -             | -             | 19     | 2      |
| Усього за «Динамо» (Тирана) | Усього за «Динамо» (Тирана) | Усього за «Динамо» (Тирана) | 50        | 4         |                    | 11                 | 0                  |                      | 1                    | 0                    |               | 0             | 0             | 62     | 4      |
| 2012–13                     | «Кукесі»                    | СЛ                          | 23        | 2         | КА                 | 7                  | 0                  | -                    | -                    | -                    | -             | -             | -             | 30     | 2      |
| 2013–14                     | «Кукесі»                    | СЛ                          | 29        | 0         | КА                 | 8                  | 0                  | ЛЄ                   | 8                    | 1                    | -             | -             | -             | 45     | 1      |
| 2014–15                     | «Кукесі»                    | СЛ                          | 34        | 1         | КА                 | 5                  | 0                  | ЛЄ                   | 0                    | 0                    | -             | -             | -             | 39     | 1      |
| 2015–16                     | «Кукесі»                    | СЛ                          | 29        | 1         | КА                 | 7                  | 2                  | ЛЄ                   | 6                    | 0                    | -             | -             | -             | 42     | 3      |
| лип. 2016                   | «Кукесі»                    | СЛ                          | 0         | 0         | КА                 | 0                  | 0                  | ЛЄ                   | 4                    | 0                    | СКА           | -             | -             | 4      | 0      |
| Усього за «Кукесі»          | Усього за «Кукесі»          | Усього за «Кукесі»          | 115       | 4         |                    | 27                 | 2                  |                      | 18                   | 1                    |               | 0             | 0             | 160    | 7      |
| 2016–17                     | «Партизані»                 | СЛ                          | 20        | 1         | КА                 | 1                  | 0                  | ЛЧ+ЛЄ                | -                    | -                    | -             | -             | -             | 21     | 1      |
| 2017-січ. 2018              | «Партизані»                 | СЛ                          | 11        | 0         | КА                 | 3                  | 1                  | ЛЄ                   | 0                    | 0                    | -             | -             | -             | 14     | 1      |
| Усього за «Партизані»       | Усього за «Партизані»       | Усього за «Партизані»       | 53        | 2         |                    | 10                 | 1                  |                      | -                    | -                    |               | -             | -             | 63     | 3      |
| січ.-черв. 2018             | «Влазнія»                   | СЛ                          | 16        | 2         | КА                 | 0                  | 0                  | -                    | -                    | -                    | -             | -             | -             | 16     | 2      |
| 2018–19                     | «Влазнія»                   | KP                          | 14        | 1         | КА                 | 2                  | 0                  | -                    | -                    | -                    | -             | -             | -             | 16     | 1      |
| 2019–20                     | «Влазнія»                   | СЛ                          | 30+1      | 2+0       | КА                 | 1                  | 0                  | -                    | -                    | -                    | -             | -             | -             | 32     | 2      |
| Усього за «Влазнія»         | Усього за «Влазнія»         | Усього за «Влазнія»         | 60+1      | 5+0       |                    | 3                  | 0                  |                      | -                    | -                    |               | -             | -             | 64     | 5      |
| 2020–21                     | «Лачі»                      | СЛ                          | 22        | 1         | КА                 | 4                  | 1                  | ЛЄ                   | 1                    | 0                    | -             | -             | -             | 27     | 2      |
| 2021–22                     | «Лачі»                      | СЛ                          | 25        | 1         | КА                 | 2                  | 0                  | ЛК                   | 6                    | 0                    | -             | -             | -             | 33     | 1      |
| лип.-серп. 2022             | «Лачі»                      | СЛ                          | 0         | 0         | КА                 | 0                  | 0                  | ЛК                   | 4                    | 0                    | -             | -             | -             | 4      | 0      |
| Усього за «Лачі»            | Усього за «Лачі»            | Усього за «Лачі»            | 47        | 2         |                    | 6                  | 1                  |                      | 11                   | 0                    |               | -             | -             | 64     | 3      |
| 2022–23                     | «Егнатія»                   | СЛ                          | 29        | 1         | КА                 | 4                  | 0                  | -                    | -                    | -                    | -             | -             | -             | 33     | 1      |
| Усього за кар'єру           | Усього за кар'єру           | Усього за кар'єру           | 357+1     | 18+0      |                    | 61                 | 4                  |                      | 30                   | 1                    |               | 0             | 0             | 449    | 23     |

## Титули і досягнення
- Чемпіон Албанії (2):

«Динамо» (Тирана): 2009-2010
«Егнатія»: 2023-2024
- Володар Кубка Албанії (3):

«Кукесі»: 2015-2016
«Егнатія»: 2022-2023, 2023-2024
- Володар Суперкубка Албанії (1):

«Егнатія»: 2024